# Bee Gees' 1st
Bee Gees' 1st es el tercer álbum de la banda británica Bee Gees bajo el sello Polydor, lanzado en julio de 1967. Contrario a la orientación Disco posterior del grupo, Bee Gees' 1st era un álbum de rock psicodélico, marcando el inicio de esta etapa en el grupo. Este álbum es el debut profesional e internacional de Bee Gees. La carátula del álbum fue diseñada por Klaus Voormann quien había anteriormente hecho la carátula para el álbum Revolver de The Beatles, análogo a esto, aquí empezaron las comparaciones de Bee Gees como los sucesores de los Beatles. 
Se le considera un álbum mayor en la discografía de Bee Gees y posee reseñas primordialmente muy positivas, este álbum fue grabado con la alineación completa de integrantes que fueron considerados Bee Gees, con Barry, Robin, y Maurica Gibb con Vince Melouney y Colin Petersen. 
Contiene los éxitos "New York Mining Disaster 1941", "To Love Somebody", "Holiday", entre otras canciones. 
En 2006, Reprise Records relanzó Bee Gees 1st con los mixes estéreo y mono en un disco y un disco bonus de canciones nunca antes lanzadas y takes alternativos. Bee Gees 1st llegó a la posición #7 en la lista de canciones Pop del Billboard. 

## Lista de canciones
- Lado 1

1. "Turn of the Century" (B. Gibb/R. Gibb) – 2:25
2. "Holiday" (B. Gibb/R. Gibb) – 2:54
3. "Red Chair, Fade Away" (B. Gibb/R. Gibb) – 2:19
4. "One Minute Woman" (B. Gibb/R. Gibb) – 2:17
5. "In My Own Time" (B. Gibb/R. Gibb) – 2:14
6. "Every Christian Lion-Hearted Man Will Show You" (B. Gibb/R. Gibb/M. Gibb) – 3:39
7. "Craise Finton Kirk Royal Academy of Arts" (B. Gibb/R. Gibb) – 2:18

- Side 2

1. "New York Mining Disaster 1941" (B. Gibb/R. Gibb) – 2:10
2. "Cucumber Castle" (B. Gibb/R. Gibb) – 2:04
3. "To Love Somebody" (B. Gibb/R. Gibb) – 3:01
4. "I Close My Eyes" (B. Gibb/R. Gibb/M. Gibb) – 2:23
5. "I Can't See Nobody" (B. Gibb/R. Gibb) – 3:45
6. "Please Read Me" (B. Gibb/R. Gibb) – 2:17
7. "Close Another Door" (B. Gibb/R. Gibb/M. Gibb) – 3:29

### Reedición de 2006
En 2006, Bee Gees' 1st fue relanzado en un set de 2 CD. En CD 1 están puestos las 14 canciones originales en modos Mono y Estéreo. En el CD 2 fueron lanzados versiones nunca antes lanzadas. Estas son:
1. "Turn of the Century" [Early Version] (B. Gibb/R. Gibb) - 2:23
2. "One Minute Woman" [Early Version] (B. Gibb/R. Gibb) - 2:20
3. "Gilbert Green" (B. Gibb/R. Gibb) - 3:08
4. "New York Mining Disaster 1941" [Version One] (B. Gibb/R. Gibb) - 2:03
5. "House of Lords" (B. Gibb/R. Gibb/M. Gibb) - 2:50
6. "Cucumber Castle" [Early Version] (B. Gibb/R. Gibb) - 2:04
7. "Harry Braff" [Early Alternate Version] (B. Gibb/R. Gibb/M. Gibb) - 3:10
8. "I Close My Eyes" [Early Version] (B. Gibb/R. Gibb/M. Gibb) - 2:28
9. "I've Got to Learn" (B. Gibb/R. Gibb/M. Gibb) - 2:50
10. "I Can't See Nobody" [Alternate Take] (B. Gibb/R. Gibb) - 3:51
11. "All Around My Clock" (B. Gibb/R. Gibb/M. Gibb) - 2:00
12. "Mr. Wallor's Wailing Wall" (B. Gibb/R. Gibb) - 2:38
13. "Craise Finton Kirk Royal Academy of Arts" [Alternate Take] (B. Gibb/R. Gibb) - 2:17
14. "New York Mining Disaster 1941" [Version Two] (B. Gibb/R. Gibb) - 2:39

### Recopilaciones actuales en plataformas digitales
Actualmente en las plataformas digitales se pueden encontrar el álbum totalmente completo, no considerando las diferencias en lanzamientos, sino las grabaciones totales realizadas en las sesiones. Se presume de 19 canciones diferentes en total.

## Personal
- Barry Gibb - Voz, guitarra
- Robin Gibb - voz, órgano
- Maurice Gibb - voz, bajo, piano, órgano, clave, Melotrón, guitar
- Vince Melouney - Guitarra solista
- Colin Petersen - Batería
- Phil Dennys - Arreglo Orquestal (3, 5, 8, 11)
- Bill Shepherd - Arreglo Orquestal (otras canciones)
- Mike Claydon - Ingeniero en Audio
- Robert Stigwood - productor
- Ossie Byrne - Productor

- Datos: Q768601